# Aram Shah
Aram Shah (tiếng Ba Tư: آرام شاه) (mất vào tháng 6 năm 1211, r. 1210–1211) là Sultan thứ hai của Vương quốc Hồi giáo Delhi. Sau cái chết bất ngờ của Qutb ud-Din Aibak, ông ở trên ngai vàng trong một thời gian ngắn tại Lahore trước khi bị đánh bại và truất ngôi bởi Iltutmish, người bắt đầu cai trị tại Delhi.